# Baćkowice (plaats)
Baćkowice is een dorp in het Poolse woiwodschap Święty Krzyż, in het district Opatowski. De plaats maakt deel uit van de gemeente Baćkowice en telt 540 inwoners.